# 로이그차코쥐
로이그차코쥐(Andalgalomys roigi)는 비단털쥐과에 속하는 설치류이다. 핵형은 2n=60이고, FN=120이다. 올로그차코쥐의 아종일 가능성이 있다.